# Jüterbog
Jüterbog er en tysk by i landkreis Teltow-Fläming i delstaten Brandenburg omkring 50 km syd for Berlin. Byen er kendt for slaget ved Jüterbog i 1644.